# Chuck Liddell
Charles David "Chuck" Liddell (Santa Bárbara, California; 17 de diciembre de 1969) es un artista marcial mixto estadounidense retirado, que fue campeón de peso semipesado de UFC en una ocasión.
Liddell tiene una amplia experiencia en kempo, karate koei-kan y kickboxing, así como en grappling, lucha colegial y jiu-jitsu brasileño. Liddell terminó su carrera con la segunda mayor cantidad de nocauts en la historia de UFC, por detrás de Anderson Silva. El 10 de julio de 2009, entró en el Salón de la Fama de UFC.También participó en  Kick-Ass 2

## Carrera en artes marciales mixtas

### Ultimate Fighting Championship
Liddell hizo su debut en UFC en 1998 durante el UFC 17, donde derrotó a Noe Hernandez por decisión unánime.
El 5 de marzo de 1999, Liddell se enfrentó a Jeremy Horn en UFC 19. Liddell perdió la pelea por sumisión en la primera ronda. En septiembre del mismo año, en UFC 22, Liddell derrotó a Paul Jones por nocaut técnico en la primera ronda.
En UFC 29, Liddell derrotó a Jeff Monson por decisión unánime. Liddel continuó con su racha en UFC 31, cuando noqueó a Kevin Randleman en la primera ronda.
Liddell se enfrentó a Murilo Bustamante en UFC 33 el 28 de septiembre de 2001. Liddell ganó la pelea por decisión unánime. En UFC 35 derrotó a Amar Suloev por decisión unánime.
Liddell se enfrentó a Vitor Belfort en UFC 37.5 el 22 de junio de 2002. Liddell ganó la pelea por decisión unánime.
El 22 de noviembre de 2002, en UFC 40, Liddell derrotó a Renato Sobral por nocaut en la primera ronda.
Liddell se enfrentó a Randy Couture en UFC 43 por el campeonato interino de peso semipesado. Liddell perdió la pelea por nocaut técnico en la tercera ronda.
El 2 de abril de 2004, Liddell se enfrentó a Tito Ortiz en UFC 47. Liddell ganó la pelea por nocaut en la segunda ronda. Continuó con su racha en UFC 49 cuando noqueó a Vernon White en la primera ronda.

#### Campeonato de Peso Semipesado
El 16 de abril de 2005, Liddell se enfrentó a Randy Couture por el campeonato de peso semipesado en UFC 52. Liddell cobró su venganza de la vez anterior y noqueó a Couture en la primera ronda, ganando así el campeonato.
El 20 de agosto de 2005, Liddell defendió con éxito su título al noquear a Jeremy Horn en UFC 54 en la cuarta ronda.
Liddell se enfrentó por 3.ª vez a Randy Couture el 4 de febrero de 2006 en UFC 57. Liddell ganó la pelea por nocaut en la segunda ronda.
En UFC 62, Liddell derrotó a Renato Sobral por nocaut en la primera ronda. Tras el evento, Liddell obtuvo el premio al KO de la Noche.
Su última defensa fue contra Tito Ortiz en UFC 66, el 30 de diciembre de 2006. Liddell noqueó a Ortiz en la tercera ronda. Tras el evento, ambos peleadores ganaron el premio a la Pelea de la Noche. Tras esta pelea, Liddell cosechaba una racha de 7 victorias seguidas por nocaut.
Liddell se enfrentó a Quinton Jackson el 26 de mayo de 2007 en UFC 71. Jackson derrotó a Liddell por nocaut técnico en la primera ronda, poniendo fin a su racha de 7 victorias seguidas por nocaut y 4 defensas del título.

#### Después del título

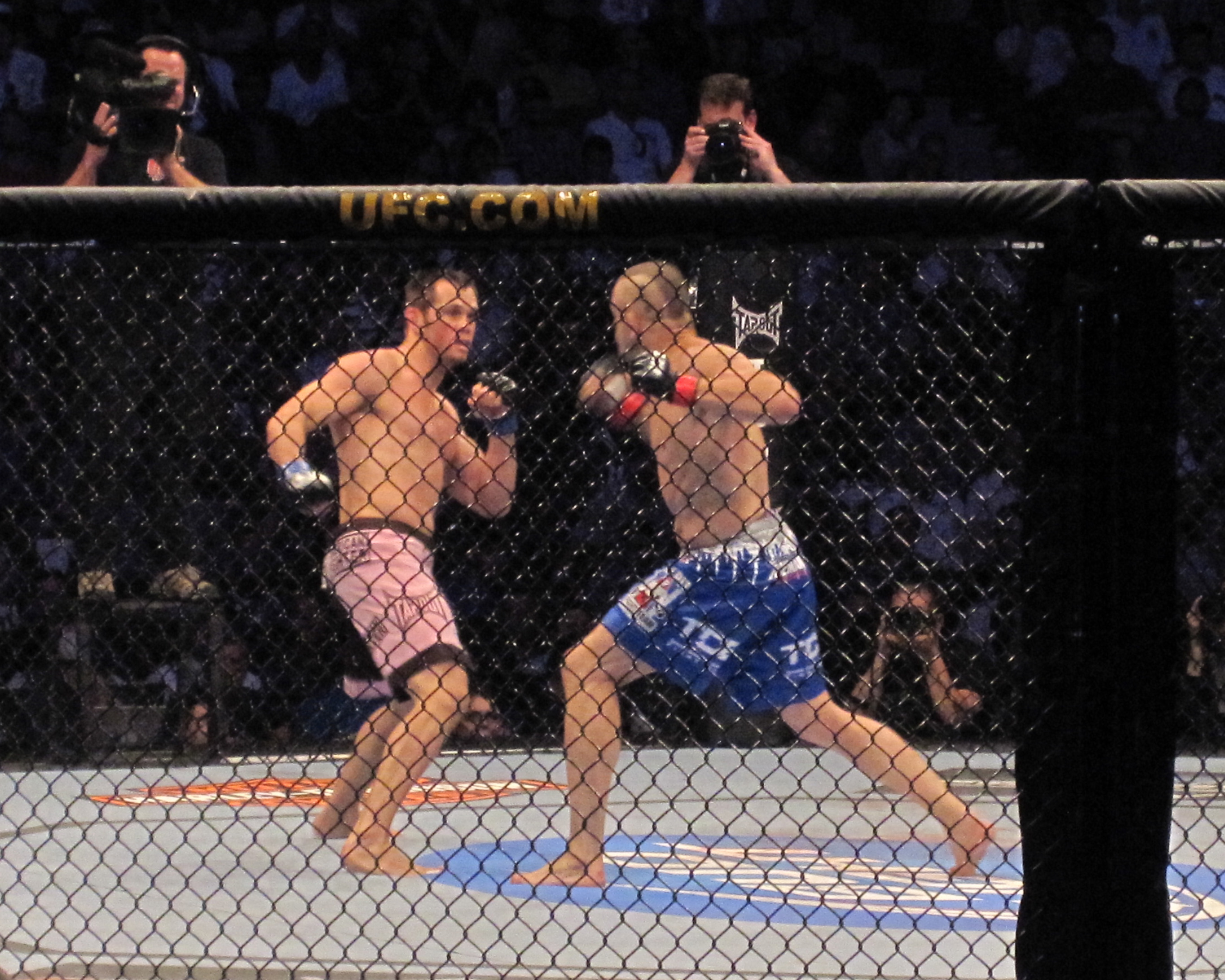
Chuck Liddell en acción contra Rich Franklin en UFC 115.

Liddell se enfrentó a Keith Jardine el 22 de septiembre de 2007 en UFC 76. Liddell perdió la pelea por decisión dividida.
El 29 de diciembre de 2007 en UFC 79, Liddell se enfrentó a Wanderlei Silva. Liddell ganó la pelea por decisión unánime. Tras el evento, ambos peleadores ganaron el premio a la Pelea de la Noche y finalmente la Pelea del Año de 2007.
Liddell se enfrentó a Rashad Evans el 6 de septiembre de 2008 en UFC 88. Evans noqueó a Liddell en la segunda ronda.
Liddell se enfrentó a Maurício Rua el 18 de abril de 2009 en UFC 97. Rua noqueó a Liddell en la primera ronda.
El 12 de junio de 2010, Liddell se enfrentó a Rich Franklin en UFC 115. Franklin conectó un gancho de derecha sobre Liddell, noqueándolo faltando cinco segundos de finalizar la ronda. Unas pocas horas después de la pelea, el presidente de UFC, Dana White, declaró que Chuck Liddell no pelearía más en la UFC.

#### Retiro de UFC
Con las opiniones y consideraciones de su familia y amigos en la mente después de perder tres peleas consecutivas por nocaut, Liddell decidió poner fin a su carrera el 29 de diciembre de 2010. En la conferencia de prensa de UFC 125, Liddell anunció su retiro y dijo que iba a tomar el cargo de Vicepresidente de Desarrollo de Negocios dentro de la UFC. Liddell estaba visiblemente emocionado por el anuncio, el reconocimiento de su retiro y el fin de su carrera con palabras de despedida: 

"Por encima de todo quiero dar las gracias a mis fans y mi familia. Me encanta este deporte y estoy muy emocionado de empezar esta nueva etapa en mi vida y seguir promoviendo el mejor deporte del mundo, el deporte que amo... ahora que estoy retirado".

 El 8 de septiembre de 2013, durante una entrevista en el show de Opie and Anthony, Liddell dijo que existía la posibilidad de un último regreso, similar a George Foreman.

## Vida personal
Liddell está asociado con John Hackleman y con el equipo de lucha The Pit, donde obtuvo el cinturón morado en jiu-jitsu brasileño. 
Liddell tiene un hermano, Sean, quien también compite en MMA, peleando por última vez en WEC. También tiene un hermano llamado Dan y una hermana llamada Laura.
Liddell continúa entrenando en San Luis Obispo, California, donde asistió a la universidad.
Liddell tiene dos hijos. Una niña, Trista, y un hijo, Cade, con la hermana del también peleador de MMA Casey Noland.
Chuck salió con la huésped femenina de la primera temporada de The Ultimate Fighter, Willa Ford.
Liddell ya no se comprometió con su novia Erin Wilson.
Es un antiguo copropietario de dos bares (Dillinger y Nzone) en Lincoln, Nebraska. También es dueño de una tienda llamada "Ultimate Iceman". Una tienda de recuerdos en San Luis Obispo.
Liddell respaldó a John McCain en las elecciones presidenciales de Estados Unidos de 2008.
Liddell le propuso matrimonio a su novia Heidi Northcott el 4 de noviembre de 2010. La pareja tuvo su primer hijo, una hija, en 2011.

## Campeonatos y logros
- Ultimate Fighting Championship
  - Salón de la Fama de UFC
  - Campeón de Peso Semipesado de UFC (Una vez)[20]
  - Pelea de la Noche (Dos veces)
  - KO de la Noche (Una vez)
  - Mayor número de KO's en la división de Peso Semipesado (10)
  - Tercer lugar en número de KO's en la historia de UFC (10)
  - Mayor número de victorias en la división de Peso Semipesado (16)[21]

- PRIDE Fighting Championships
  - PRIDE Grand Prix de Peso Medio 2003 (Semifinalista)

- Sherdog
  - Peleador del Año (2006)[22]

- World MMA Awards
  - Pelea del Año (2007) vs. Wanderlei Silva el 29 de diciembre

- Spike TV Guys' Choice Awards
  - Hombre más Peligroso del Año (2007)[23]

## Registro en artes marciales mixtas
| Resultado | Récord | Oponente          | Método                             | Evento                            | Fecha                    | Ronda | Tiempo | Localización                | Notas                                                                |
| --------- | ------ | ----------------- | ---------------------------------- | --------------------------------- | ------------------------ | ----- | ------ | --------------------------- | -------------------------------------------------------------------- |
| Derrota   | 21–9   | Tito Ortiz        | KO (golpes)                        | Golden Boy MMA: Lidell vs Ortiz 3 | 24 de noviembre de 2018  | 1     | 4:24   | Inglewood, California       |                                                                      |
| Derrota   | 21–8   | Rich Franklin     | KO (golpe)                         | UFC 115                           | 12 de junio de 2010      | 1     | 4:55   | Vancouver                   |                                                                      |
| Derrota   | 21–7   | Maurício Rua      | TKO (golpes)                       | UFC 97                            | 18 de abril de 2009      | 1     | 4:28   | Montreal                    |                                                                      |
| Derrota   | 21–6   | Rashad Evans      | KO (golpe)                         | UFC 88                            | 6 de septiembre de 2008  | 2     | 1:51   | Atlanta, Georgia            |                                                                      |
| Victoria  | 21–5   | Wanderlei Silva   | Decisión (unánime)                 | UFC 79                            | 29 de diciembre de 2007  | 3     | 5:00   | Las Vegas, Nevada           | Pelea de la Noche; Pelea del Año (2007).                             |
| Derrota   | 20–5   | Keith Jardine     | Decisión (dividida)                | UFC 76                            | 22 de septiembre de 2007 | 3     | 5:00   | Anaheim, California         |                                                                      |
| Derrota   | 20–4   | Quinton Jackson   | TKO (golpes)                       | UFC 71                            | 26 de mayo de 2007       | 1     | 1:53   | Las Vegas, Nevada           | Perdió el Campeonato de Peso Semipesado de UFC.                      |
| Victoria  | 20–3   | Tito Ortiz        | TKO (golpes)                       | UFC 66                            | 30 de diciembre de 2006  | 3     | 3:59   | Las Vegas, Nevada           | Defendió el Campeonato de Peso Semipesado de UFC; Pelea de la Noche. |
| Victoria  | 19–3   | Renato Sobral     | TKO (golpes)                       | UFC 62                            | 26 de agosto de 2006     | 1     | 1:35   | Las Vegas, Nevada           | Defendió el Campeonato de Peso Semipesado de UFC; KO de la Noche.    |
| Victoria  | 18–3   | Randy Couture     | KO (golpes)                        | UFC 57                            | 4 de febrero de 2006     | 2     | 1:28   | Las Vegas, Nevada           | Defendió el Campeonato de Peso Semipesado de UFC.                    |
| Victoria  | 17–3   | Jeremy Horn       | TKO (golpes)                       | UFC 54                            | 20 de agosto de 2005     | 4     | 2:46   | Las Vegas, Nevada           | Defendió el Campeonato de Peso Semipesado de UFC.                    |
| Victoria  | 16–3   | Randy Couture     | KO (golpes)                        | UFC 52                            | 16 de abril de 2005      | 1     | 2:06   | Las Vegas, Nevada           | Ganó el Campeonato de Peso Semipesado de UFC.                        |
| Victoria  | 15–3   | Vernon White      | KO (golpe)                         | UFC 49                            | 21 de agosto de 2004     | 1     | 4:05   | Las Vegas, Nevada           |                                                                      |
| Victoria  | 14–3   | Tito Ortiz        | KO (golpes)                        | UFC 47                            | 2 de abril de 2004       | 2     | 0:38   | Las Vegas, Nevada           |                                                                      |
| Derrota   | 13–3   | Quinton Jackson   | TKO (parada médica)                | PRIDE GP 2003                     | 9 de noviembre de 2003   | 2     | 3:10   | Tokio                       | PRIDE GP 2003 de Peso Medio (semifinal).                             |
| Victoria  | 13–2   | Alistair Overeem  | KO (golpes)                        | PRIDE GP 2003                     | 10 de agosto de 2003     | 1     | 3:09   | Saitama                     | PRIDE GP 2003 de Peso Medio (cuartos de final).                      |
| Derrota   | 12–2   | Randy Couture     | TKO (golpes)                       | UFC 43                            | 6 de junio de 2003       | 3     | 2:39   | Las Vegas, Nevada           | Por el Campeonato Interino de Peso Semipesado de UFC.                |
| Victoria  | 12–1   | Renato Sobral     | KO (patada a la cabeza y golpes)   | UFC 40                            | 22 de noviembre de 2002  | 1     | 2:55   | Las Vegas, Nevada           |                                                                      |
| Victoria  | 11–1   | Vitor Belfort     | Decisión (unánime)                 | UFC 37.5                          | 22 de junio de 2002      | 3     | 5:00   | Las Vegas, Nevada           |                                                                      |
| Victoria  | 10–1   | Amar Suloev       | Decisión (unánime)                 | UFC 35                            | 11 de enero de 2002      | 3     | 5:00   | Uncasville, Connecticut     |                                                                      |
| Victoria  | 9–1    | Murilo Bustamante | Decisión (unánime)                 | UFC 33                            | 28 de septiembre de 2001 | 3     | 5:00   | Las Vegas, Nevada           |                                                                      |
| Victoria  | 8–1    | Guy Mezger        | KO (golpe)                         | PRIDE 14                          | 27 de mayo de 2001       | 2     | 0:21   | Kanagawa                    | PRIDE debut.                                                         |
| Victoria  | 7–1    | Kevin Randleman   | KO (golpes)                        | UFC 31                            | 4 de mayo de 2001        | 1     | 1:18   | Atlantic City, Nueva Jersey |                                                                      |
| Victoria  | 6–1    | Jeff Monson       | Decisión (unánime)                 | UFC 29                            | 6 de diciembre de 2000   | 3     | 5:00   | Tokio                       |                                                                      |
| Victoria  | 5–1    | Steve Heath       | KO (patada a la cabeza)            | IFCWC 9                           | 18 de julio de 2000      | 2     | 5:39   | Friant, California          |                                                                      |
| Victoria  | 4–1    | Paul Jones        | TKO (corte)                        | UFC 22                            | 24 de septiembre de 1999 | 1     | 3:53   | Lake Charles                |                                                                      |
| Victoria  | 3–1    | Kenneth Williams  | Sumisión (rear-naked choke de pie) | NG 11                             | 31 de marzo de 1999      | 1     | 3:35   | Los Ángeles, California     |                                                                      |
| Derrota   | 2–1    | Jeremy Horn       | Sumisión (arm-triangle choke)      | UFC 19                            | 5 de marzo de 1999       | 1     | 12:00  | Bay St. Louis, Misisipi     |                                                                      |
| Victoria  | 2–0    | José Landi-Jons   | Decisión (unánime)                 | IVTC 6                            | 23 de agosto de 1998     | 1     | 30:00  | São Paulo                   |                                                                      |
| Victoria  | 1–0    | Noe Hernandez     | Decisión (unánime)                 | UFC 17                            | 15 de mayo de 1998       | 1     | 12:00  | Mobile, Alabama             | UFC debut.                                                           |